# جون بوسمان
جون بوسمان (هلندی: John Bosman؛ زادهٔ ۱ فوریهٔ ۱۹۶۵) یک بازیکن فوتبال اهل هلند است.

## تیم ملی
وی همچنین در تیم ملی فوتبال هلند بازی کرده است.